# Tawin Hanprab
Tawin Hanprab (thailändisch เทวินทร์ หาญปราบ; * 1. August 1998 in Amphoe Nong Suea) ist ein thailändischer Taekwondoin.

## Karriere
2016 qualifizierte sich Tawin für die Olympischen Spiele in Rio de Janeiro. Bei diesen kämpfte er sich in der Klasse bis 58 Kilogramm bis ins Finale vor, in dem er Zhao Shuai mit 4:6 unterlag und somit die Silbermedaille gewann. Er sicherte sich 2018 Bronze bei den Asienmeisterschaften in Ho-Chi-Minh-Stadt. Bei den Asienspielen 2018 schied Tawin in der ersten Runde aus.